# 蒙堤聖利諾
37°14′17″N 121°59′22″W / 37.23806°N 121.98944°W
蒙堤聖利諾（英文：Monte Sereno），是美国加利福尼亚州圣克拉拉县下属的一座城市，于1957年5月14日建市，面积约为4.2平方公里，根据2010年美国人口普查，该市有人口3,341人。 是圣克拉拉县人口最少的城市。
该市位于县府圣荷西西南16千米处，紧邻洛思加图斯西北角。该市完全为住宅区，无工商业区域。该市所在的邮政编码95030与洛思加图斯共用，许多市政服务也与洛思加图斯有较为紧密的联系。

## 人口

### 2010年
2010年美国人口普查的报告显示该市人口为3,341。人口密度约为每平方千米798.6人。人口基本构成为2,698个白人（80.8%），14个黑人（0.4%），12个北美原住民（0.4%），464个亚洲人（13.9%），0个太平洋岛屿居民（0.0%），28人来自其他种族，125人来自多个不同种族。拉美裔有162人（4.8%）。100%人口居住在住家中。
该市有1,211户，1,002个家庭，1,287个住房单位。433户（35.8%）拥有18岁一下的未成年人。917户（75.7%）为异性婚姻同居，14户为异性未婚同居，8户为同性同居。178户（14.7%）为单人居住，平均每户人数2.76人，平均每个家庭3.05人。
该市有816人年龄低于18岁，156人为18-24岁，487人为25-44岁，1,235人为45-64岁，647人为65岁以上。年龄中位数48.3岁，男女性别比96.3比100。

### 2000年
根据2000年美国人口普查，该市有3,483人，1211户，1,024个家庭，1,237个住房单位。人口密度每平方千米835.3人。83.61%白人，0.17%黑人，0.06%北美原住民，12.29%亚洲人，0.03%太平洋岛屿居民，1.06%其它种族，2.78%来自多个不同种族。拉丁裔占3.59%。平均每户2.88人，每个家庭3.13人。
2000年，该市有27.8%人口低于18岁，3.7%为18-24岁，21.8%为25-44岁，32.2%为45-64岁，14.5%为65岁以上。年龄中位数43岁。男女性别比99.9比100。

### 收入
该市每户收入中位数为$154,268。每个家庭收入中位数为$156,706。人均收入$76,577。3.1%的家庭与4.2%的人口处于贫困线下。包括3.9%的未成年人和4.8%的老年人。